# インストルメンタル・ジャーニー
『インストルメンタル・ジャーニー』は、NHK-FM放送で2009年3月31日から2011年3月26日まで毎週原則月曜から金曜深夜（火曜から土曜未明）0時から0時50分に放送された音楽番組である。

## 概要
2007年4月から2009年3月にかけて放送された「ミュージック・リラクゼーション」をマイナーリニューアルしたものである。
1日の締めくくり、そして新しい1日の始まりを迎えようとするこの午前0時台に、リスナーが心行くまでリラックスができるヒーリングミュージック（歌詞のないインストゥルメンタルが主）と、棚橋志乃によるお話や詩の朗読でつづる。一時期のみ、棚橋と同じジョイスタッフに所属する西村祐美が代理で担当していた時期がある。

## 放送局
地上デジタルラジオ実用化試験放送でも月曜から金曜の14時から14時50分に放送。
NHKワールド・ラジオ日本では国会中継やスポーツ中継が組まれる関係で、ラジオ第1放送の同時放送が行われない場合のみ、空白時間帯の穴埋め番組として「にっぽんのうた 世界の歌」、「弾き語りフォーユー」などとともに不定期放送される。